# Estación de Parque Polvoranca
Parque Polvoranca es un apeadero ferroviario situado en el barrio de Arroyo Culebro, en el municipio español de Leganés, dentro de la Comunidad de Madrid. Las instalaciones forman parte de la red Cercanías Madrid.

## Situación ferroviaria
El apeadero se encuentra situado en el punto kilométrico 14,7 de la línea férrea de ancho ibérico Madrid-Valencia de Alcántara, entre las estaciones de Leganés y La Serna-Fuenlabrada. Este kilometraje se corresponde con el trazado histórico entre Madrid y la frontera portuguesa por Talavera de la Reina y Cáceres.  El tramo es de vía doble y está electrificado.

## Historia
Las instalaciones fueron inauguradas el 10 de junio de 2004, con el objetivo de dar servicio a las nuevas expansiones urbanas del municipio de Leganés. Las obras corrieron a cargo del ente RENFE. A diferencia de otras estaciones de la línea a la que pertenece, las instalaciones de Parque Polvorenca estaban concebidas como un apeadero para los servicios de Cercanías.
Desde el 1 de enero de 2005, tras la extinción de la antigua RENFE, las instalaciones pertenecen al ente Adif.

## La estación
Está ubicada junto a la calle de Arganda del Rey. Las instalaciones cuentan con un edificio para viajeros que alberga taquillas, máquinas expendedoras de billetes y barreras tarifarias. Dispone de dos andenes laterales de 240 metros de longitud a los que acceden dos vías. En el exterior se ha habilitado un aparcamiento de 522 plazas. En total las obras tuvieron un coste de 6,5 millones de euros.

## Líneas y conexiones

### Cercanías
| procedencia/destino   | < estación           | Línea | estación > | destino/procedencia |
| --------------------- | -------------------- | ----- | ---------- | ------------------- |
| Humanes / Fuenlabrada | La Serna-Fuenlabrada |       | Leganés    | Móstoles-El Soto    |

En el mejor de los casos el trayecto entre Leganés y Madrid-Atocha se cubre en 20 minutos.

### Autobuses
| Diurnos   |                                      |                                                  |                           |
| Línea     | Destino                              | Parada                                           | Operador                  |
| 468       | Griñón / Casarrubuelos / Serranillos | 17300 Parla-Parque Polvoranca                    | Avanza Movilidad Integral |
| 482       | Madrid (Aluche)                      | 15597 Alcalde Fco. Moreno-Est. Parque Polvoranca | Martín, S.A.              |
| 497       | Moraleja de Enmedio (Las Colinas)    | 17300 Parla-Parque Polvoranca                    | Martín, S.A.              |
| Nocturnos |                                      |                                                  |                           |
| Línea     | Destino                              | Parada                                           | Operador                  |
| N804      | Fuenlabrada                          | 15595 Móstoles-Alcalde Manuel Gómez Casado       | Martín, S.A.              |
| N804      | Madrid (Atocha)                      | 15596 Móstoles-Alcalde Manuel Gómez Casado       | Martín, S.A.              |